# Oberkirchen (Schmallenberg)

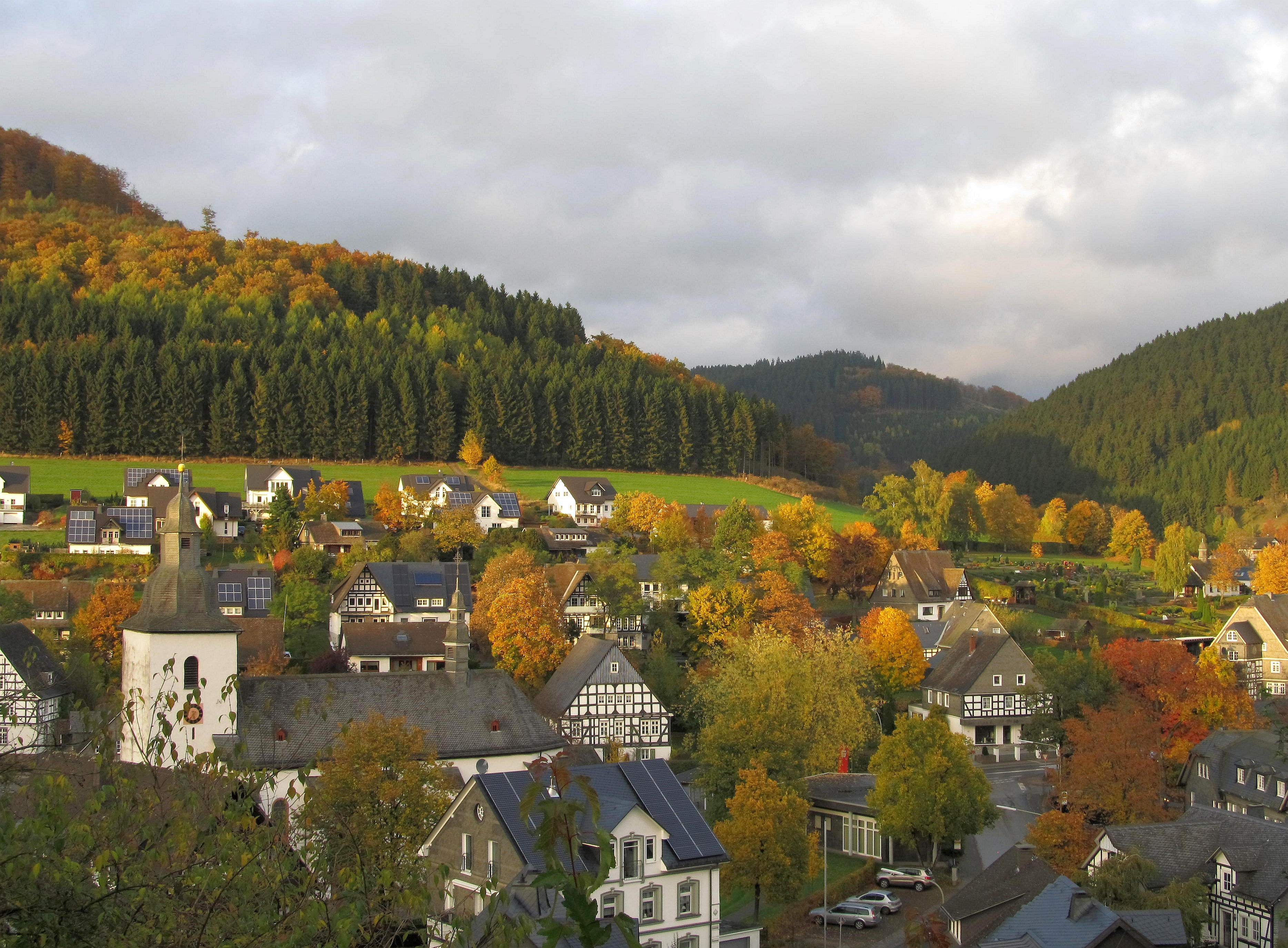
Ortsmitte

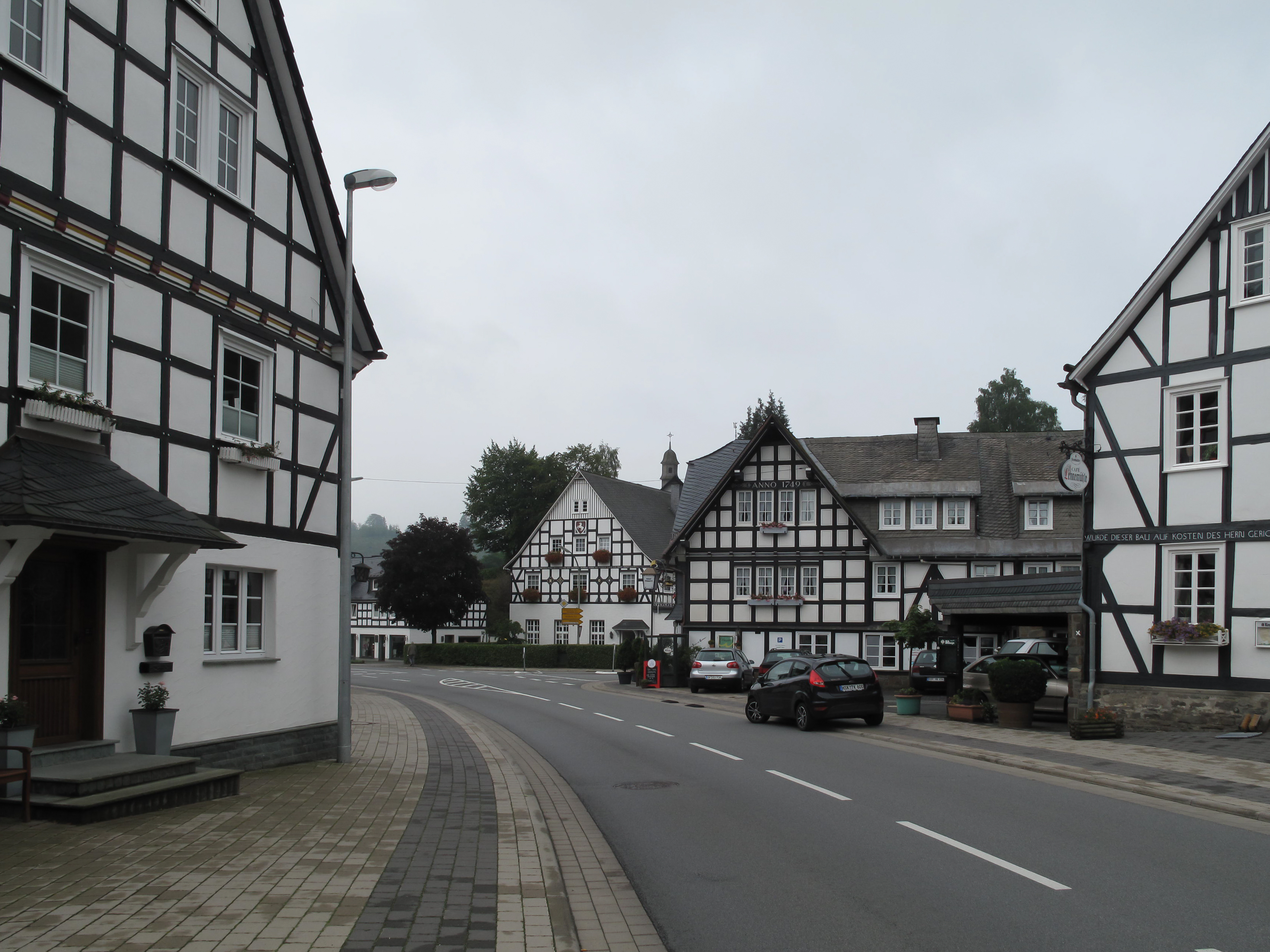
Ortsdurchfahrt B 236

Oberkirchen ist ein Ortsteil der Stadt Schmallenberg in Nordrhein-Westfalen, Deutschland, und gehört zum Hochsauerlandkreis.

## Geographie

### Lage
Oberkirchen liegt 8 km östlich der Kernstadt Schmallenberg im Lennetal an der B 236 am Fuße des Rothaargebirges.

### Nachbarorte
Angrenzende Orte sind Winkhausen, Niedersorpe, Inderlenne, Vorwald und Almert.

## Geschichte

### Anfänge
1275 wurde Oberkirchen erstmals urkundlich genannt. Die Höfe der Umgebung standen jedoch schon vorher unter der Herrschaft des Adelsgeschlechts von Grafschaft. Die meisten Höfe in der Region um Oberkirchen wurden nach der Gründung des Klosters Grafschaft Lehnshöfe. Die Lehnshöfe blieben aber unter der Aufsicht der von Grafschaft, die Schirmvögte des Klosters wurden, weil sie eine Fliehburg auf dem Wilzenberg unterhielten. Später übernahm das Geschlecht Fürstenberg die Vogtei.

### Hexenprozesse

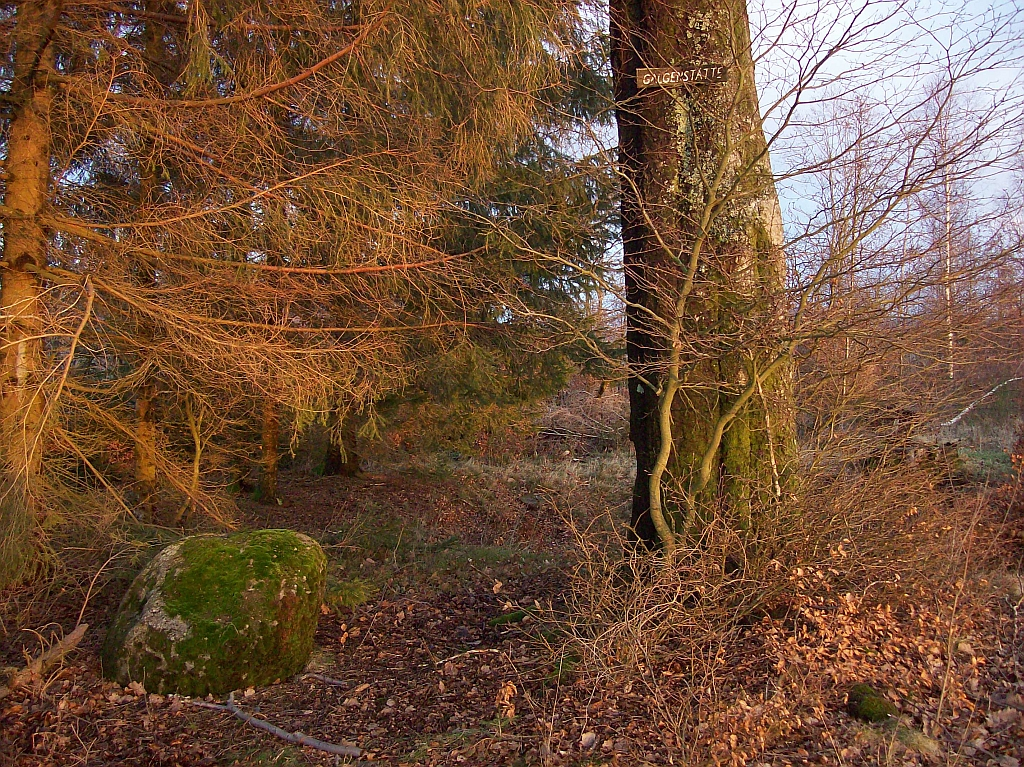
Die letzte Hinrichtung an der Galgenstätte fand um 1770 statt.

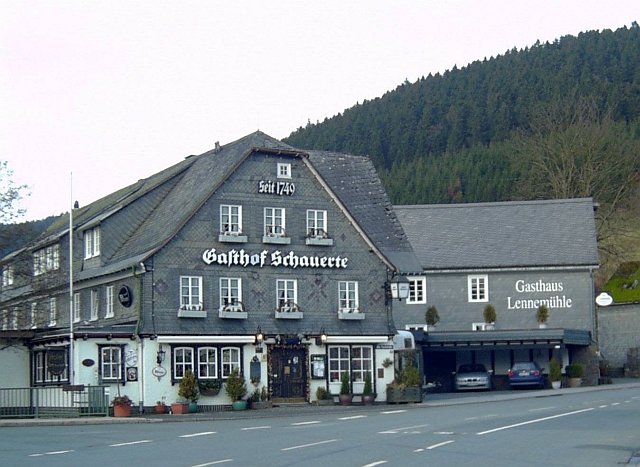
Gasthaus von 1749

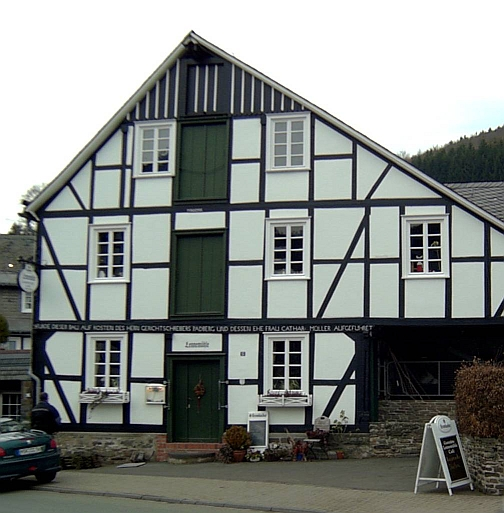
Wassermühle von 1826

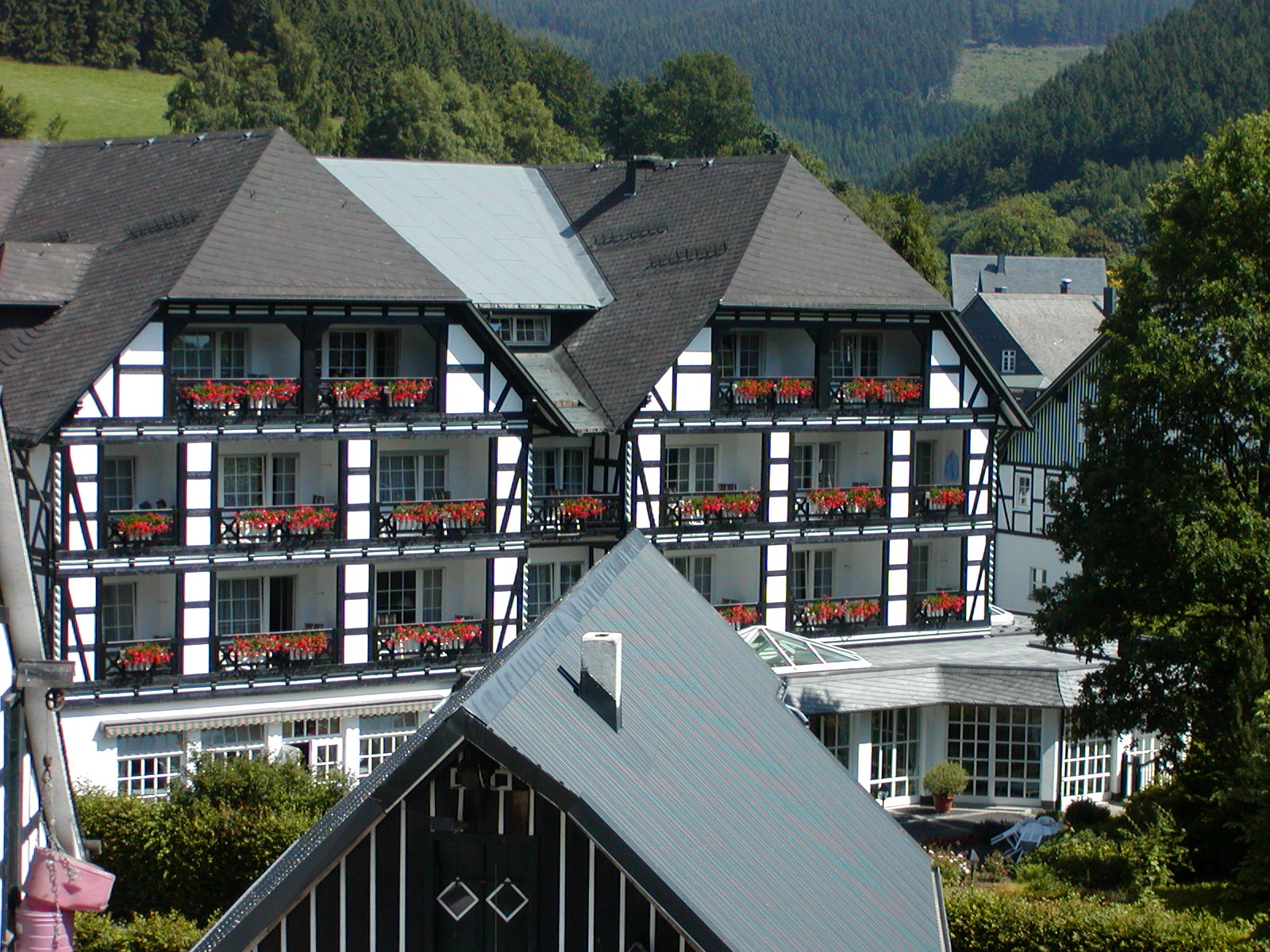
Fachwerkhaus in Oberkirchen

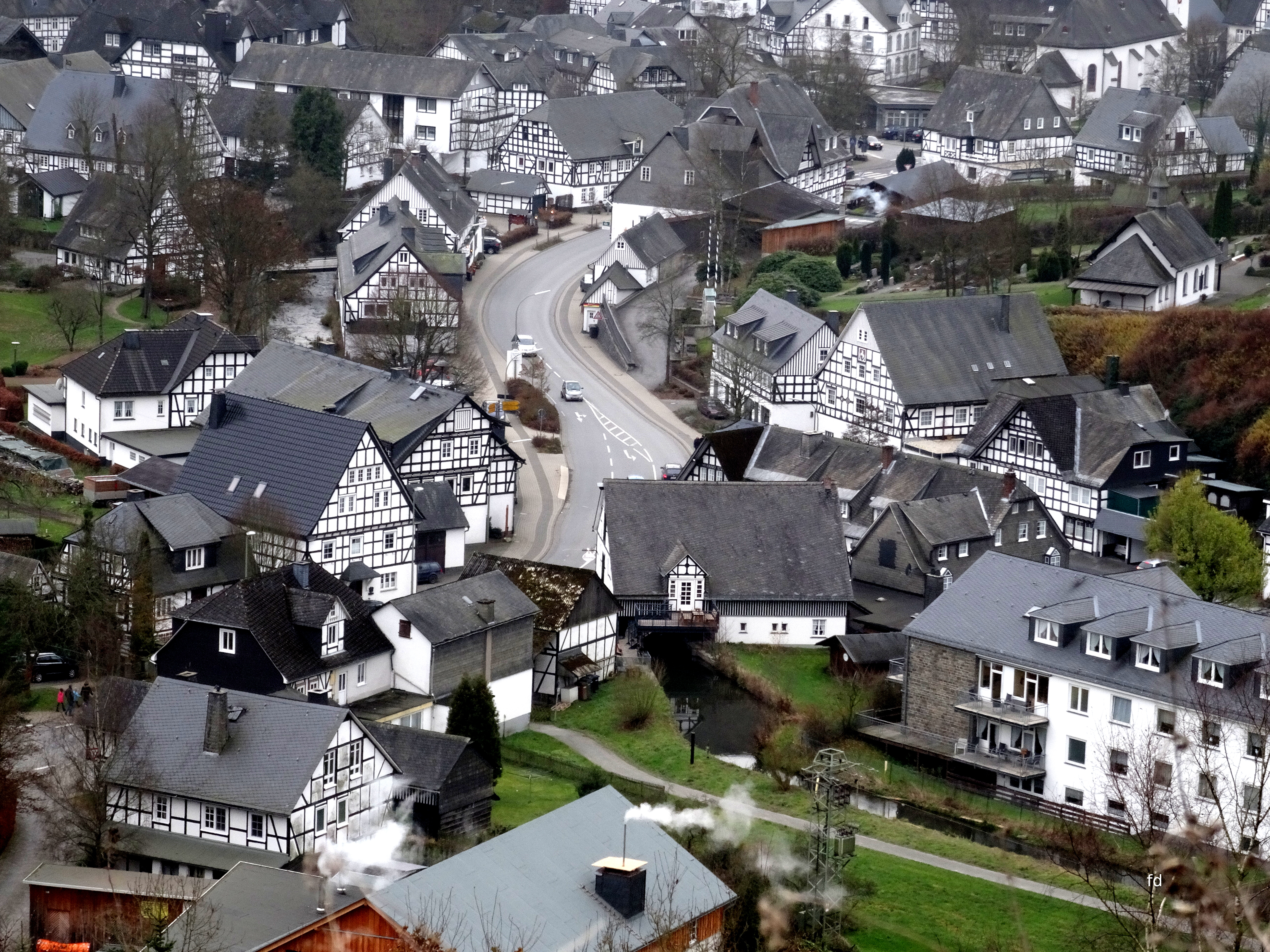
Oberkirchen

Zwischen 1595 und 1685 fielen den Hexenprozessen in Oberkirchen 75 Personen zum Opfer. Allein 1630 wurden in Oberkirchen im Patrimonialgericht der Freiherren von Fürstenberg, die das Gericht von den Kurfürsten von Köln als Landesherrn in Pfandbesitz hatten, 65 Personen verbrannt.
Besonders bekannt wurde der Hexenprozess gegen das 9-jährige Kind Christine Teipel, die am 7. März 1630 verhört wurde. Sie benannte die Namen von 15 Menschen, die angeblich nachts am Teufelstanz teilgenommen hatten: 8 Männer, 6 Frauen und ein kleines Mädchen. So starben in sieben Prozesswellen in den drei Monaten April bis Juni 58 Personen auf dem Scheiterhaufen, darunter 22 Männer und 2 Kinder.
Christine Teipel wurde am 4. Mai 1630 in der 3. von insgesamt sieben Prozesswellen hingerichtet. In der Lüttmecke bei Oberkirchen am „Hexenplatz“ erinnern Tafeln an die Hexenverfolgungen und den Prozess gegen Christine Teipel.

### Oberkirchener Patrimonialgericht
Das Patrimonialgericht Oberkirchen hatte das Recht, Urteile auf Leben und Tod zu fällen. Nachdem das Urteil an der „Pütte“ (Richtstätte) gefällt war, begab man sich bei Todesurteilen zur Hinrichtungsstätte. Das Recht, Todesurteile zu fällen und zu vollstrecken, bestand für das Gericht in Oberkirchen in der Zeit von 1594 bis zum Beginn des 19. Jahrhunderts.

### 17. Jahrhundert bis 21. Jahrhundert
1645 wurde Overkinsen auf der Karte Westphalia Ducatus kartografisch erfasst. Fürstbischof Ferdinand von Fürstenberg als Patron der Pfarrei ließ um 1666 die an der Heidenstraße gelegene Pfarrkirche neu erbauen. Im Jahr 1895 wohnten 391 Einwohner, nach der Eintragung des Handels- und Gewerbeadressbuches der Provinz Westfalen, in dem Ort Oberkirchen.
Gegen Ende des Zweiten Weltkriegs wurde Oberkirchen am Nachmittag des 3. April 1945 vom 2. Bataillon des 47. US-Regiments eingenommen. Am Abend desselben Tages kam es zu einem Gegenstoß der deutschen Verteidigung. Die Angriffe wurden bis zur Ortsmitte vorgetragen. Dabei kam es zu erbitterten Häuserkämpfen mit starker Luftwaffen- und Artillerieunterstützung. Oberkirchen wurde erst nach stundenlangen Kämpfen am 4. April 1945 vom 2. Bataillon vollständig eingenommen. Auf beiden Seiten gab es hohe Verluste. Die amerikanische Division wurde nach Kriegsende für ihren Kampf um Oberkirchen vom amerikanischen Präsidenten ausgezeichnet.

### Gebietsreform 1975
Am 1. Januar 1975 wurde im Rahmen der kommunalen Neugliederung die Gemeinde Oberkirchen, zu der die 19 Ortschaften Oberkirchen, Westfeld, Vorwald, Hoher Knochen, Inderlenne, Ohlenbach, Lengenbeck, Nordenau, Nesselbach, Rehsiepen, Obersorpe, Mittelsorpe, Rellmecke, Huxel, Holthausen, Niedersorpe, Winkhausen, Lüttmecke und Almert gehörten, der neuen Stadt Schmallenberg angegliedert.

## Politik

### Wappen
| Wappen der ehemaligen Gemeinde Oberkirchen | Blasonierung: Von Blau und Gold quadriert; im ersten und vierten Feld ein silbernes schwebendes Pfennigkreuz aus sechs Pfennigen zwischen einem silbernen Zwölfender-Hirschgeweih, im zweiten und dritten Feld zwei rote Balken. Beschreibung: Die beiden Schildfiguren deuten auf die ehemaligen Vögte der Abtei Grafschaft hin, die mit dem Hirschgeweih auf die Grafen von Dassel, die zeitweilig als Obervögte des Klosters wirkten, und die mit den Balken auf die Herren von Fürstenberg, die 1573 die Edelherren von Grafschaft im Amt eines Vogtes ablösten. Die amtliche Genehmigung erfolgte am 8. Juli 1945. |

### Vorsteher und Bürgermeister der Gemeinde Oberkirchen
In der Zeit von 1843 bis zum kommunalen Neugliederung im Jahre 1975 hatte die Gemeinde Oberkirchen 11 Vorsteher bzw. Bürgermeister.
- 1843–1847: Anton Schütte aus Oberkirchen
- 1847–1849: Caspar Nückel aus Winkhausen
- 1851–1886: Joseph Didam aus Oberkirchen
- 1886–1895: Caspar Gilsbach aus Oberkirchen
- 1895–1903: Caspar Jacobs aus Obersorpe
- 1904–1927: Friedrich Feldman aus Oberkirchen
- 1927–1932: Hermann Gilsbach aus Oberkirchen
- 1932–1937: Josef Feldmann-Hömberg aus Oberkirchen
- 1937–1944: Fritz Didam aus Oberkirchen
- 1945–1948: Wilhelm Kersting aus Oberkirchen
- 1948–1974: Heinrich Himmelreich aus Westfeld

## Sehenswürdigkeiten

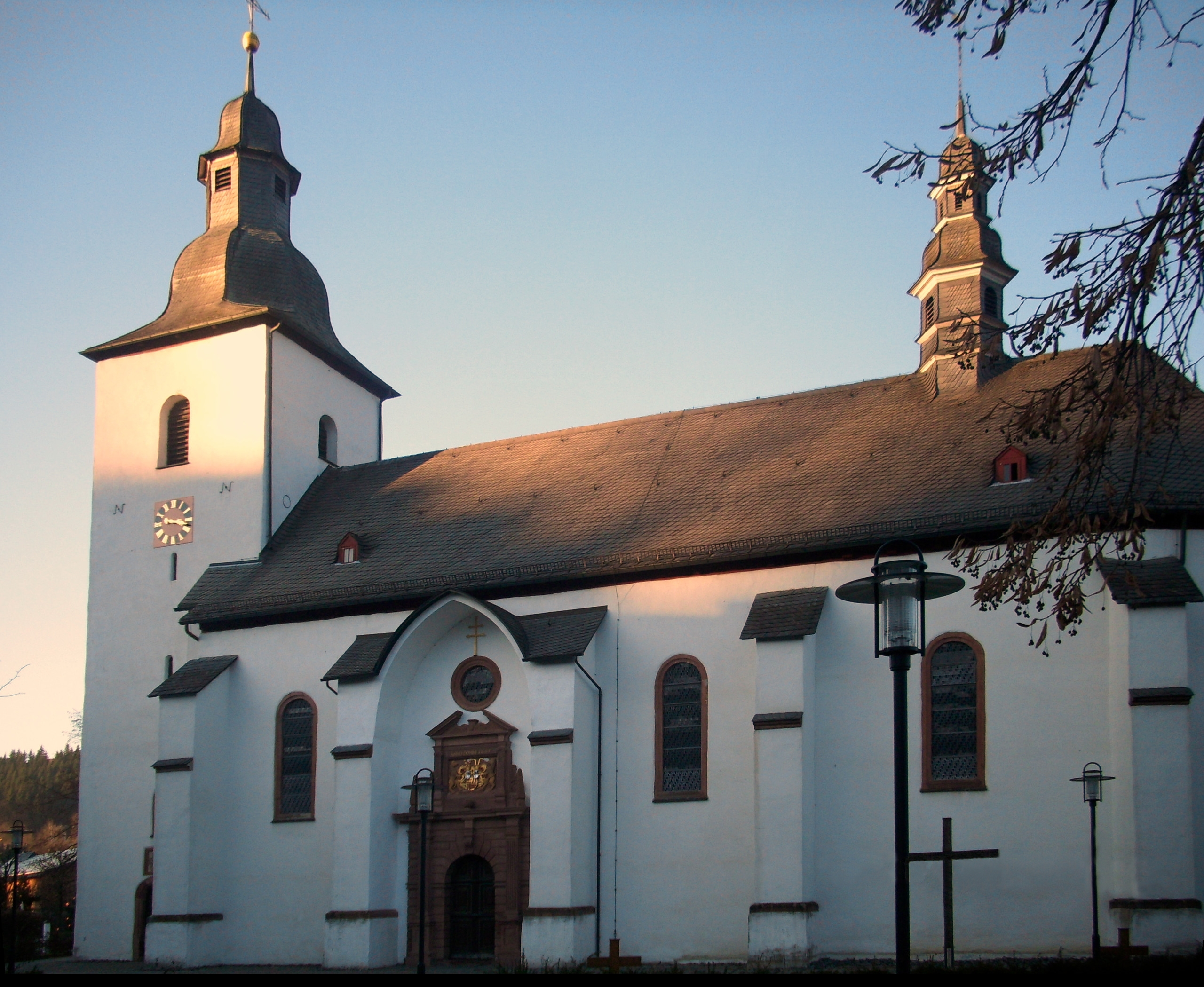
St.-Gertrudis-Kirche

Im Schmallenberger Stadtgebiet gibt es 185 Baudenkmale. Davon befinden sich einige in Oberkirchen. In der Liste der Baudenkmäler in Schmallenberg
findet man alle Denkmale mit einer kurzen Beschreibung. Zu den besonderen Sehenswürdigkeiten gehören:
- Historischer Ortskern
- Hexenplatz am Waldskulpturenweg
- Kerker, Pütte, Galgenstätte
- Schwarze Fabrik
- St.-Gertrudis-Kirche
- Lennemühle aus dem Jahr 1807

## Persönlichkeiten

### Ehrenbürger
- Heinrich Schauerte (* 17. November 1882 in Schmallenberg-Nordenau; † 6. August 1975 in Schmallenberg-Fredeburg) wurde 1957 zum Ehrenbürger der Gemeinde Oberkirchen ernannt.
- Bürgermeister Heinrich Himmelreich wurden 1974 die Ehrenbürgerrechte verliehen.

### Söhne und Töchter des Ortes
- Christine Teipel (1621–1630), wegen angeblicher Hexerei hingerichtet
- Johann Caspar Nückel (1753–1814), Jurist, Ratsherr und Hochschullehrer
- Johannes Albertus Padberg (1760–1846), Gerichtsschreiber des Patrimonialgerichts. Auf seine Kosten wurde 1807 die Wassermühle aufgebaut.
- Luise Jansen (1835–1912), Malerin der Düsseldorfer Schule
- Heinrich Döpp-Vorwald (1902–1977), Erziehungswissenschaftler, Philosoph, Autor und Hochschullehrer
- Christoph Peck (1948–2011), Journalist und Redakteur
- Peter Schran (* 1949), TV-Journalist, Filmemacher und Produzent
- Thomas Kemper (* 1951), politischer Beamter
- Christian Hesse (* 1960), Mathematiker
- Christian Schulz (* 1961), Fotograf

## Sonstiges
Oberkirchen gewann 1967 im Wettbewerb „Unser Dorf soll schöner werden“ Bundesgold. 1980 realisierte der Filmemacher Jürgen Enz in Vorwald beziehungsweise der Oberkirchener Umgebung den Heimatfilm „Herbstromanze“.

## Literatur

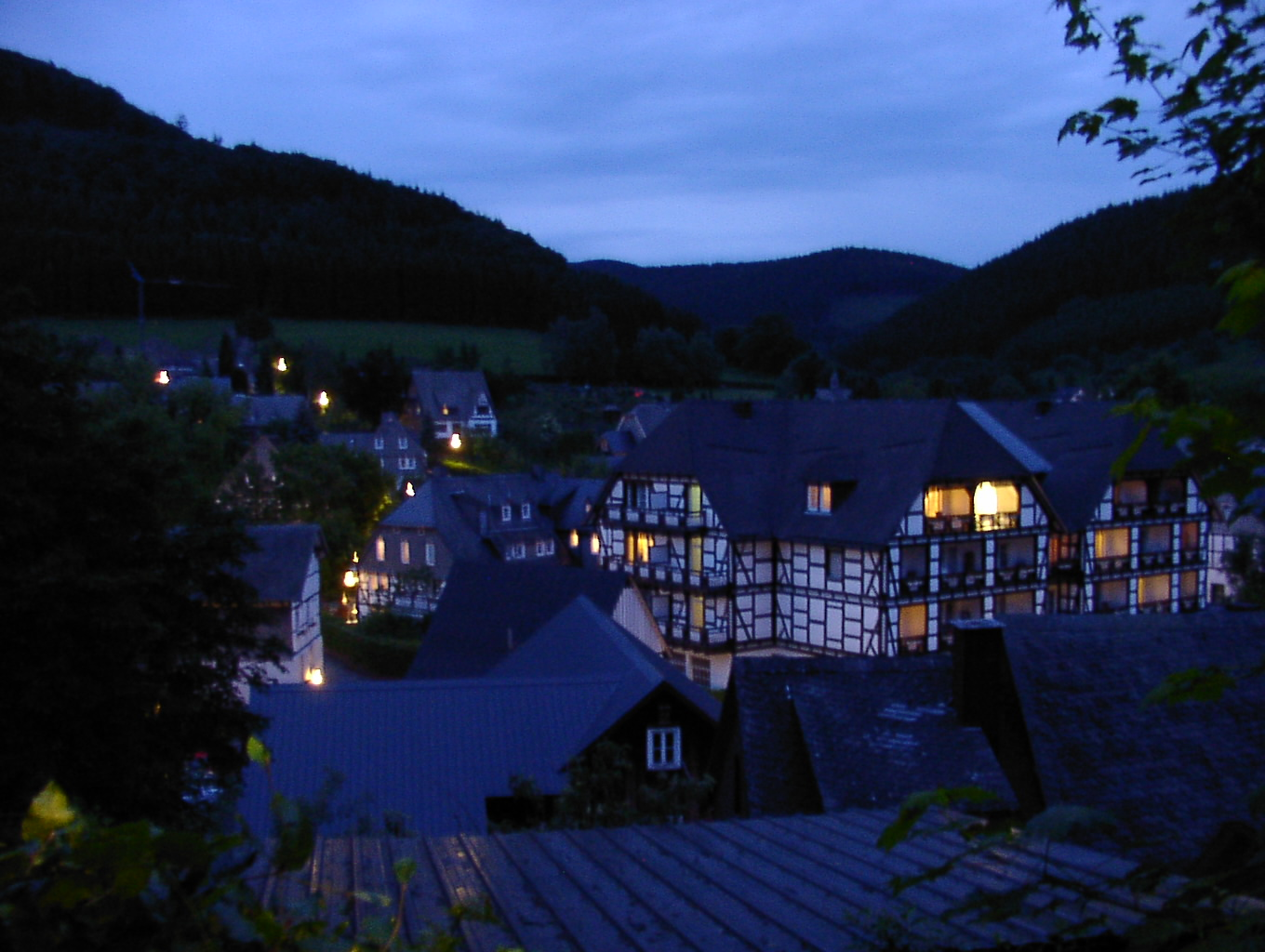
In der Dämmerung